# Stasys Kašauskas
Stasys Kašauskas (*  10. August 1943 in Birikai, Rajongemeinde Telšiai) ist ein litauischer Journalist, Schriftsteller und Politiker.

## Leben
Von 1962 bis 1964  studierte er an der Vilniaus universitetas (VU). Von 1964 bis 1967 leistete er den Sowjetarmeedienst. Von 1968 bis 1971 arbeitete er in den Tageszeitungen „Komjaunimo tiesa“, „Tiesa“ (litauische Prawda), von 1971 bis 1975 in den Wochenschriften „Gimtasis kraštas“ und von 1975 bis 1980 bei „Literatūra ir menas“. 1981 absolvierte er das Diplomstudium der Journalistik an der VU.
Von 1989 bis 1990 war er Volksdeputat im Obersten Sowjet der Sowjetunion, von 1990 bis 1992 Deputat im Seimas. Von  1992 bis 2000 war er Verleger und Chefredakteur von „Lithuania in the World“.
Seit 1998 ist er Honorargeneralkonsul von Dominika.
Sein Bruder ist Schriftsteller Raimondas Kašauskas (* 1934).

## Auszeichnungen
- 1989: Vincas Mickevičius-Kapsukas-Preis